# Зграда Матице српске у Новом Саду
Зграда Матице српске у Новом Саду саграђена је 1912. године, према пројекту архитекте Момчила Тапавице. Зграда је на листи непокретних културних добара Србије, у категорији културна добра од великог значаја. Налази се у улици Матице српске бр.1.

## Историјат
Добротворка Марија Трандафил (1816-1883) поверила је 1878. године сву своју имовину Матици српској. Палата у којој се и данас налази Матица српска до 1928. године било је сиротиште ове новосадске добротворке и звало се ''Завод Марије Трандафил за српску православну сирочад у Новом Саду''. 1928. године, зграда сиротишта претворена је у зграду Матице српске.

## Архитектура зграде
Зграда је једноспратни објекат са крилима дуж две улице. Угао је засечен са еркером на спрату и куполом сложене архитектонике. Изграђена је у псеудокласицистичком стилу којег карактеришу мирне и уравнотежене форме, уз сведену орнаментику. Класична једноставност, монументалност, хармонија волумена и детаља, одликују ово гламурозно здање. На фасади је изражена античка архитектонска пластика са тимпанонима, натпрозорним луковима и декорацијом венаца, узета из строге римске архитектуре, али инспирисана и чистим и отменим грчким формама. Фасада је у нивоима приземља и крова обојена жуто - беж фасадном бојом. У нивоу првог спрата завршни фасадни слој је од фасадне опеке тамнобеж боје. Кровни покривач чине плоче од лима голубије плаве боје, док су детаљи на крову обликовани од лима тамноплаве боје.
Уређењу ентеријера такође је посвећено доста пажње. У њему се налазе портрети оснивача Матице српске и других значајних личности, радови знаменитих аутора српског сликарства.  У овој згради налази се и Библиотека Матице српске. Испред зграде постављено је шест биста знаменитих личности.
- Бисте десно од улаза: Платон Атанацковић, Тихомир Остојић, Васа Стајић
- Бисте лево од улаза: Јован Хаџић, Сава Текелија, Теодор Павловић

## Галерија
- Зграда Матице српске
- Зграда ноћу
- Главни улаз из улице Матице српске
- Биста Јована Хаџића
- Биста Васе Стајића
- Поглед низ улицу Матице српске
- Поглед дуж трга Марије Трандафил
- Детаљ зграде Матице српске